# الدار الشمسي
الدّار الشَّمسي هي أميرة من أمراء بني رسول حكام اليمن، وهي ابنة الملك المنصورعمر بن علي الرسولي، تربت في بيت علم ومُلك، وهي أخت الملك المظفر يوسف الأول. حافظت على زبيد بعد موت أبيها إلى قدوم أخيها من المهجم، فسلمته أول مدن حكمه، وكانت السبب في أخذ الدملؤة. كان أخوها يستشيرها في أموال الملك ويرجع إلى سياستها وتدبيرها في كثير من شؤونه.
عملت الدّار على بناء «المدرسة الشَّمسية» في تعز وأخرى في زبيد، وتكفلت بتكاليف الأئمة والمؤذنين والمدرسين والطلاب، ومن ضمنهم أيتام. تولت كفالة المؤيد داود ابن المظفر في الشحر. توفيت في تعز برجب عام 695هـ الموافق أيار 1296م.

## روابط خارجية
- الدار الشمسي بنت عمر بن علي بن رسول/موسوعة الأعلام.